# Ваньянь Юнцзи
Ваньянь Юнцзи (кит. трад. 完顏永濟, пиньинь Wányán Yǒngjì; умер 11 сентября 1213) — седьмой император чжурчжэньской империи Цзинь в 1208—1213 годах. В его правление началось вторжение монголов. После ряда поражений Юнцзи был убит полководцем Хушаху.

## Биография
Ваньянь Юнцзи был седьмым сыном императора Шицзуна (Ваньянь Улу). В 1171 году он получил титул князь Сюэ, позже заменённый на новые — князь Суй, князь Лу, князь Хань и, наконец, князь Вэй. После смерти Шицзуна в 1189 году императором стал его внук Ваньянь Цзин (Чжан-цзун). В 1208 году он умер, не оставив наследника мужского пола, и тогда престол занял Юнцзи.
К тому моменту все степные народы объединились под властью правителя монголов Чингисхана. Известно, что он оскорбил цзиньского посла, приехавшего, чтобы сообщить о восшествии Юнцзи на престол и получить формальные заверения в покорности, а самого императора назвал человеком «заурядным и робким», и Юнцзи пришлось оставить это безнаказанным. Позже Чингисхан напал на Западное Ся, вассала чжурчжэней; это государство обратилось к Юнцзи за помощью, но тот проигнорировал просьбу, и в результате Западное Ся сдалось монголам. В 1211 году Чингисхан вторгся в империю Цзинь во главе большой армии. Он одержал победу в ряде сражений, осадил на время центральную столицу, Чжунду, а в 1212 году осадил западную столицу. По всей империи начались мятежи, образовался ряд новых государств, подконтрольных монголам. Чжурчжэни ограничились обороной крупных городов.
В этой критической ситуации Ваньянь Юнцзи показал себя как нерешительный и слабый правитель. В 1213 году, когда Чингисхан снова осадил Чжунду, военачальник Хэшили Чжичжун, известный как Хушаху, поднял мятеж и убил императора. От своего ставленника Ваньянь Сюня Хушаху потребовал посмертно понизить Юнцзи в ранге до простолюдина. Тот, ища компромисс между двумя придворными фракциями, понизил предшественника до должности правителя комендатуры Дунхай. В 1216 году император Сюаньцзун посмертно восстановил Юнцзи в статусе князя Вэй и дал ему посмертное имя Шао.

## В культуре
Ваньянь Юнцзи стал персонажем романа Исая Калашникова «Жестокий век» (1978). Он появляется в телесериале «Чингисхан» как принц Вэй, а затем император Цзинь (эту роль сыграл Ван Вэньцзе).